# Letnie Grand Prix w kombinacji norweskiej 2001
Letnie Grand Prix w kombinacji norweskiej 2001 – czwarta edycja LGP w historii kombinacji norweskiej. Sezon składał się z pięciu konkursów indywidualnych. Rozpoczął się 24 sierpnia 2001 roku w Klingenthal, a zakończył 2 września 2001 w Berchtesgaden. Tytułu sprzed roku bronił reprezentant Austriak Felix Gottwald. Zwycięzcą tej edycji został Fin Samppa Lajunen.

## Kalendarz i wyniki
| Lp | Data             | Miejscowość   | Konkurencja         | 1 miejsce    | 2 miejsce   | 3 miejsce    |
| -- | ---------------- | ------------- | ------------------- | ------------ | ----------- | ------------ |
| 1. | 24 sierpnia 2001 | Klingenthal   | Gundersen K80/14 km | S. Lajunen   | C. Eugen    | M. Gruber    |
| 2. | 26 sierpnia 2001 | Oberhof       | Sprint K120/9 km    | R. Ackermann | S. Lajunen  | A. Kuisma    |
| 3. | 29 sierpnia 2001 | Winterberg    | Gundersen K80/14    | J. Tallus    | S. Lajunen  | S. Haseney   |
| 4. | 1 września 2001  | Ramsau        | Gundersen K90/15 km | M. Stecher   | B. Demong   | R. Ackermann |
| 5. | 2 września 2001  | Berchtesgaden | Gundersen K90/10 km | M. Stecher   | F. Gottwald | J. Gaiser    |

## Klasyfikacja końcowa
| Miejsce | Zawodnik          | Punkty |
| ------- | ----------------- | ------ |
| 1.      | Samppa Lajunen    | 524    |
| 2.      | Bill Demong       | 382    |
| 3.      | Jens Gaiser       | 342    |
| 4.      | Michael Gruber    | 327    |
| 5.      | Sebastian Haseney | 320    |
| 6.      | Christoph Eugen   | 311    |
| 7.      | Andrej Jezeršek   | 310    |
| 7.      | Jaakko Tallus     | 310    |
| 9.      | Felix Gottwald    | 243    |
| 10.     | Marcel Höhlig     | 213    |